# Giancarlo Ceccarelli
Giancarlo Ceccarelli (Frascati, 31 agosto 1956) è un allenatore di calcio ed ex calciatore italiano, di ruolo centrocampista, tecnico della squadra Pulcini dell'FC Frascati.

## Carriera

### Giocatore
Cresciuto nella Primavera della Lazio con Lionello Manfredonia e Bruno Giordano, vince lo Scudetto di categoria nella stagione 1975-1976 senza però debuttare in prima squadra; l'anno successivo passa al Brescia dove debutta in Serie B il 12 dicembre 1976 nella partita Brescia-Cagliari (1-2).
Arriva all'Avellino grazie all'interessamento del tecnico biancoverde Carosi, diventando titolare nella stagione che segna la prima promozione in Serie A della squadra irpina; con l'avvento di Carosi sulla panchina della Fiorentina e l'arrivo di Rino Marchesi che non gli può promettere la maglia da titolare, lascia i Lupi per trasferirsi alla Sambenedettese, con un ingaggio migliore dovuto proprio al campionato disputato in Campania. In tre stagioni nelle Marche ottiene 62 presenze.
In seguito passa per una stagione giocata da titolare al Rende, quindi sempre per una stagione al Forli, con 16 gare, una al Giulianova con 27 e una all'Olbia con 34 presenze. Chiude la carriera tra Celano e Lupa Frascati.

### Dopo il ritiro
Dopo il ritiro ha aperto una scuola calcio e si è dedicato all'attività di ristoratore come gestore della Cantina Ceccarelli, una tipica osteria nel centro storico di Frascati. Terminata la carriera di giocatore, è stato responsabile delle giovanili della Lupa Frascati; dal  2007 è al Real Monteporzio; nel 2015 allena l'Atletico Monteporzio; dal 2017 ricopre il ruolo di tecnico della squadra Pulcini dell'FC Frascati.

## Palmarès

### Competizioni giovanili
- Torneo Internazionale Sanremo: 1

Lazio: 1974
- Campionato Primavera: 1

Lazio: 1975-1976

### Altre competizioni
- Campionato Under 23: 1

Lazio: 1973-1974